# Jakub Sommer
Jakub Sommer (* 6. srpna 1976 Praha) je český filmový režisér, kameraman a scenárista, absolvent katedry dokumentu na FAMU.

## Profesní kariéra
Mezi jeho nejznámější filmy patří autobiografický krátký snímek ELFilm (2001) nebo stylizovaný dokument o závislosti na počítačových hrách Maj Kompjutr (2002).
Za své školní filmy získal doposud 26 různých filmových cen.
Mimo jiné je i autorem populárního videoklipu k písni Anděl českého písničkáře Xindla X. Videoklip byl nominován na cenu Anděl 2009 v kategorii videoklip roku.
Režíroval i videoklipy Xindl X Dysgrafik, Xindl X Nejlepší kuchař, Xindl X Volnoběh a Vidoucí, ale neviděná Petra Hapky a Michala Horáčka.
Pod pseudonymem Petr Fišer byl režisérem patnácti dílů televizního sitcomu Comeback (2008).
V červnu 2010 režíroval pro Švandovo divadlo v Praze hru Xindla X Dioptrie růžových brýlí. Na divadle režíroval také hru Kabaretu Caligula PanzerFaust s Klárou Issovou v hlavní roli, která měla premiéru v září 2013 v Paláci Akropolis.
V roce 2018 natočil pro Českou televizi komedii Trojí život. V roce 2021 režíroval dokudrama Můj život s Bohuslavem Martinů s Terezou Hofovou a Petrem Stachem v hlavních rolích.

## Osobní život
V minulosti měl partnerský vztah s herečkou Ester Geislerovou. Jeho ženou byla herečka Jana Stryková.

## Výběrová filmografie
- 1997 Život na hřbitově
- 1999 Homo Sapiens 2000
- 2001 ELFilm
- 2002 Maj Kompjutr
- 2007 Stop
- 2018 Trojí život
- 2021 Můj život s Bohuslavem Martinů

## Divadelní tvorba
- 2010 Dioptrie růžových brýlí
- 2013 PanzerFaust